# Glinus orygioides
Glinus orygioides är en kransörtsväxtart som beskrevs av Ferdinand von Mueller. Glinus orygioides ingår i släktet Glinus och familjen kransörtsväxter. Inga underarter finns listade i Catalogue of Life.